# Avortement en Islam
Les règles sur l’avortement dans l'Islam sont façonnées par les hadiths (les paroles et les actions du prophète islamique Mahomet, transmises par des chaînes de narrateurs), ainsi que par les opinions des érudits et commentateurs juridiques et religieux, puisque le Coran n’aborde pas directement le sujet. Bien que les opinions des érudits musulmans divergent sur le moment où une grossesse peut être interrompue, il n'existe aucune interdiction explicite concernant la capacité d'une femme à avorter en vertu de la loi islamique,. 
Chacune des quatre écoles de pensée de l'islam sunnite — Hanafi, Shafi'i, Hanbali et Maliki — a ses réserves quant à savoir si et quand les avortements sont autorisés. L'école malékite soutient que « le fœtus est doté d'une âme dès la conception ». Ainsi, « la plupart des malékites n'autorisent l'avortement à aucun moment, considérant que la main de Dieu forme activement le fœtus à chaque étape de son développement ». Le Sahih al-Bukhari (livre des hadiths) indique que l’âme est insufflée au fœtus après 120 jours de gestation. Par conséquent, certains érudits hanafites considèrent que l'avortement avant la fin de la période de cent vingt jours est autorisé, bien que d’autres enseignent que l'avortement dans les 120 jours est makruh (désapprouvé, c'est-à-dire déconseillé). Toutes les écoles de pensée islamiques s’accordent toutefois sur la légalité de l’avortement lorsque la vie de la mère est en danger, car la vie de la mère est primordiale.
Dans l'islam chiite, l'avortement est « interdit après l'implantation de l'ovule fécondé ». Le leader de la révolution islamique iranienne, l'ayatollah Khomeini, a déclaré que la charia interdit l'avortement sans aucune raison « même au stade le plus précoce possible », une position partagée par d'autres érudits chiites.
L'universitaire américaine Azizah Y. al-Hibri affirme que « la majorité des érudits musulmans autorisent l'avortement, bien qu'ils diffèrent sur le stade de développement du fœtus au-delà duquel il devient interdit. » Selon Sherman Jackson, « bien que l'avortement, même pendant le premier trimestre, soit interdit selon une minorité de juristes, il n'est pas considéré comme un délit passible de sanctions pénales ou même civiles. » 
Dans les 47 pays du monde à majorité musulmane, l’accès à l’avortement varie d’un pays à l’autre. Dans plusieurs d’entre eux, il est autorisé lorsque la vie de la mère est en danger. Dans 18 pays dont l’Irak, l’Égypte et l’Indonésie, c’est la seule circonstance où il est autorisé. Dans dix autres pays, l’avortement est autorisé sur demande. Ailleurs comme en Mauritanie il est interdit en toutes circonstances. Dans les autres pays, l'avortement est autorisé dans certains cas, outre la préservation de la vie de la mère, comme la protection de sa santé mentale, la présence de malformation fœtale, d'inceste ou de viol, et pour des raisons sociales ou économiques.

## Histoire
La plupart des savants de l'époque médiévale considéraient la limite de 120 jours comme une ligne de démarcation claire dans le développement du foetus: le moment auquel celui-ci reçoit son âme et devient donc un être humain. L'avortement avant cet instant était permis selon l'érudit Abed Awad, mais après cette période il était considéré comme la terminaison d'une vie. 
Selon Zahra Ayubi, spécialiste des études religieuses, la pensée musulmane se souciait davantage de préserver la vie humaine et de préserver celle de la mère que de déterminer le début de la vie. Plusieurs auteurs musulmans contemporains ont également affirmé que les érudits musulmans prémodernes étaient plus tolérants envers l'avortement. 

## L'avortement dans les différentes écoles de pensée
Dans l'islam sunnite, la période pendant laquelle un fœtus acquiert une âme peut varier au sein d'un même madhhab, même s'il existe un consensus.
- 120 jours après la conception. Les écoles zahirites, hanafites, chiites, zaydites et certaines écoles chaféites considèrent que le fœtus acquiert une âme à 120 jours.
- 80 jours. D'autres écoles chaféites fixent le stade d'acquisition de l'âme du fœtus à 80 jours.
- 40 jours. Dans les écoles de pensée malékite et hanbalite, l'acquisition de l'âme est fixée à 40 jours.

Conception. La position ibadite affirme que le fœtus acquiert une âme dès la conception Bien que les érudits zahirites tels qu'Ibn Hazm considèrent que le fœtus n'est rien avant 120 jours, ils interdisent néanmoins l'avortement la conception.